# 马进成
马进成（1925年—2009年10月5日），曾用名舍目·松吉尼，男，东乡族，甘肃东乡人，中国伊斯兰教人物，北庄门宦第六辈传人，曾任中国伊斯兰教协会副会长，第六、七、八、九、十届全国政协委员。